# Giro d’Italia 1934

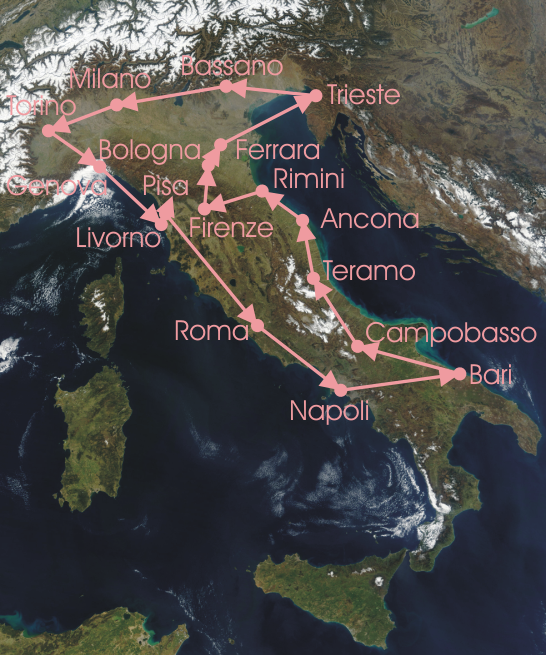
Streckenverlauf des Giro

Der 22. Giro d’Italia fand vom 19. Mai bis 10. Juni 1934 statt.
Das Radrennen bestand aus 17 Etappen mit einer Gesamtlänge von 3.706 Kilometern. Von 97 Teilnehmern erreichten 51 das Ziel. Der fünfmalige Girosieger Alfreda Binda gab bei der 6. Etappe auf. Die „menschliche Lokomotive“ Learco Guerra errang den Giro-Sieg vor Francesco Camusso. Die Mannschaftswertung gewann das Team Gloria. Die Bergwertung gewann Remo Bertoni.

## Etappen
| Etappe | Von – nach          | km              | Etappensieger      | Rosa Trikot       |
| ------ | ------------------- | --------------- | ------------------ | ----------------- |
| 1.     | Mailand – Turin     | 169             | Francesco Camusso  | Francesco Camusso |
| 2.     | Turin – Genua       | 206             | Learco Guerra      | Francesco Camusso |
| 3.     | Genua – Livorno     | 220             | Learco Guerra      | Francesco Camusso |
| 4.     | Livorno – Pisa      | 45 (Zeitfahren) | Learco Guerra      | Learco Guerra     |
| 5.     | Pisa – Rom          | 333             | Learco Guerra      | Learco Guerra     |
| 6.     | Rom – Neapel        | 228             | Learco Guerra      | Learco Guerra     |
| 7.     | Neapel – Bari       | 339             | Adriano Vignoli    | Learco Guerra     |
| 8.     | Bari – Campobasso   | 245             | Félicien Vervaecke | Giuseppe Olmo     |
| 9.     | Campobasso – Teramo | 283             | Learco Guerra      | Learco Guerra     |
| 10.    | Teramo – Ancona     | 214             | Learco Guerra      | Learco Guerra     |
| 11.    | Ancona – Rimini     | 213             | Learco Guerra      | Learco Guerra     |
| 12.    | Rimini – Florenz    | 176             | Learco Guerra      | Learco Guerra     |
| 13.    | Florenz – Bologna   | 120             | Giuseppe Olmo      | Francesco Camusso |
| 14.    | Bologna – Ferrara   | 59 (Zeitfahren) | Learco Guerra      | Learco Guerra     |
| 15.    | Ferrara – Triest    | 273             | Fabio Battesini    | Learco Guerra     |
| 16.    | Triest – Bassano    | 273             | Giuseppe Olmo      | Learco Guerra     |
| 17.    | Bassano – Mailand   | 315             | Giuseppe Olmo      | Learco Guerra     |

## Gesamtwertung
| \| 1. \| Learco Guerra \| Königreich Italien \| 121h 17' 17" (30,548 km/h) \| \| 2. \| Francesco Camusso \| Königreich Italien \| 51" zurück \| \| 3. \| Giovanni Cazzulani \| Königreich Italien \| 4' 59s \| \| 4. \| Giuseppe Olmo \| Königreich Italien \| 5' 39" zurück \| \| 5. \| Giovanni Gotti \| Königreich Italien \| 8' 1" zurück \| \| 6. \| Remo Bertoni \| Königreich Italien \| 15' 30" zurück \| \| 7. \| Domenico Piemontesi \| Königreich Italien \| 15' 30" zurück \| \| 8. \| Adriano Vignoli \| Königreich Italien \| 24' 46" zurück \| \| 9. \| Luigi Giacobbe \| Königreich Italien \| 25' 58" zurück \| \| 10. \| Luigi Barral \| Königreich Italien \| 33' 18" zurück \| |                     |                    |                            |
| 1. | Learco Guerra       | Königreich Italien | 121h 17' 17" (30,548 km/h) |
| 2. | Francesco Camusso   | Königreich Italien | 51" zurück                 |
| 3. | Giovanni Cazzulani  | Königreich Italien | 4' 59s                     |
| 4. | Giuseppe Olmo       | Königreich Italien | 5' 39" zurück              |
| 5. | Giovanni Gotti      | Königreich Italien | 8' 1" zurück               |
| 6. | Remo Bertoni        | Königreich Italien | 15' 30" zurück             |
| 7. | Domenico Piemontesi | Königreich Italien | 15' 30" zurück             |
| 8. | Adriano Vignoli     | Königreich Italien | 24' 46" zurück             |
| 9. | Luigi Giacobbe      | Königreich Italien | 25' 58" zurück             |
| 10. | Luigi Barral        | Königreich Italien | 33' 18" zurück             |